# Rundbogenstil

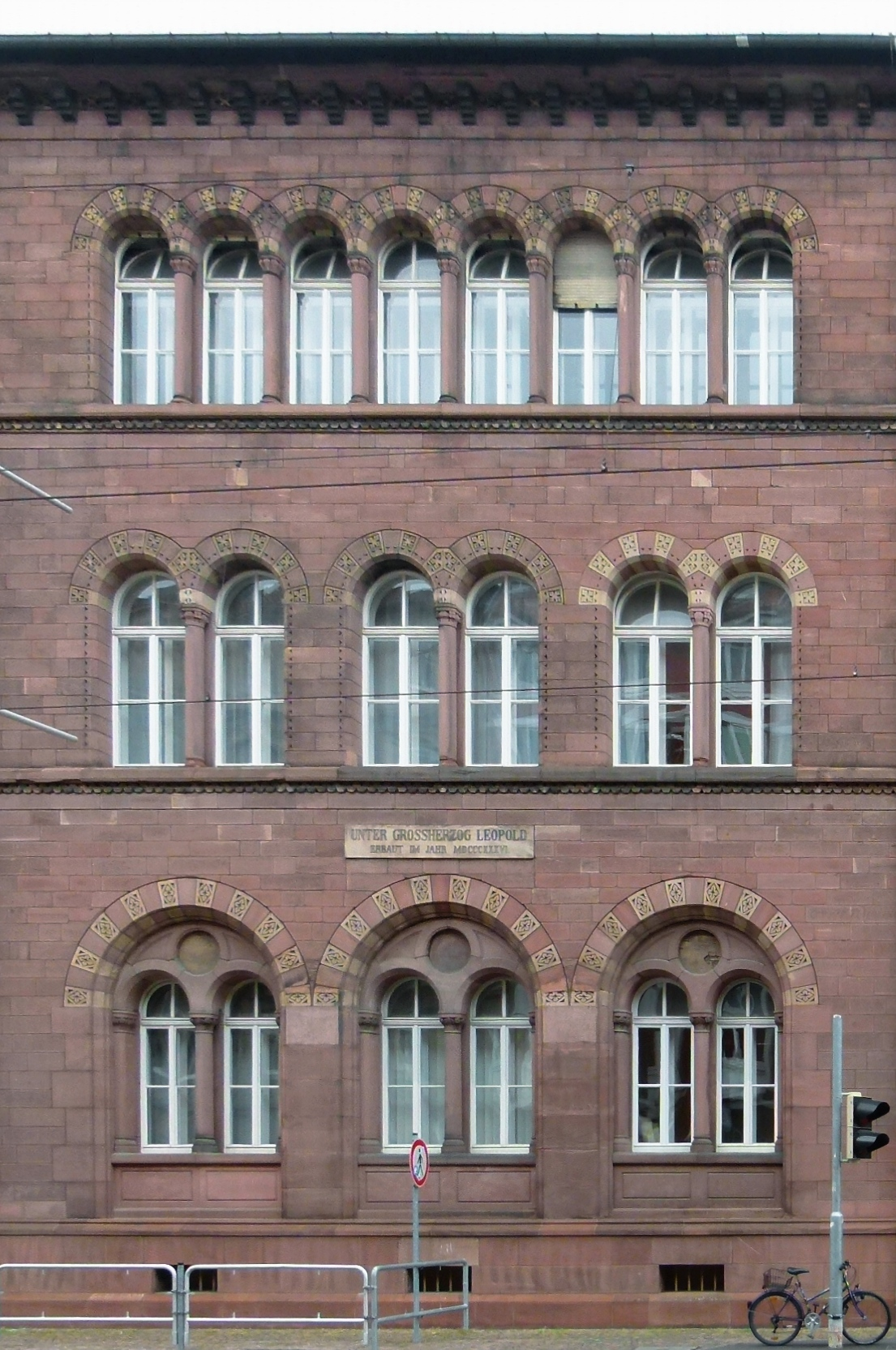
Heinrich Hübsch: Hauptgebäude des Polytechnikums in Karlsruhe, 1833–35

Der Rundbogenstil ist ein Baustil des Historismus, der die Stildiskussion in Deutschland in der Mitte des 19. Jahrhunderts dominierte. Er nahm Elemente der byzantinischen, romanischen und Renaissancearchitektur auf und verband sie mit stilneutralen Motiven, wobei die Ausprägungen regional unterschiedlich waren. Eine Abgrenzung zur Neuromanik und Neurenaissance ist nicht eindeutig möglich.

## Beschreibung
Mit der Anlehnung an frühchristliche Vorbilder grenzt sich der Rundbogenstil vom Klassizismus ab, der mit seinem Rückgriff auf die Formensprache der griechischen Antike das frühe 19. Jahrhundert beherrscht hatte. Der Rundbogenstil schaffte mit seiner neuartigen Fassadenarchitektur die erste zeitgenössische Antwort auf die Frage nach einem angemessen Baustil seiner Zeit, die gegen Mitte des 19. Jahrhunderts von politischen und gesellschaftlichen Umbrüchen vor dem Hintergrund der aufkeimenden deutschen Nationalbewegung und der beginnenden Industriellen Revolution gestellt wurde. Gegenüber den Säulenordnungen und dem Gliederbau des Klassizismus ermöglichte die Wölbtechnik flexiblere und rationellere Konstruktionen. Damit ist der Rundbogenstil ein frühes Beispiel für den Historismus, der schließlich Stilformen als Ausdruck einer bestimmten Bauaufgabe definierte.

## Vertreter

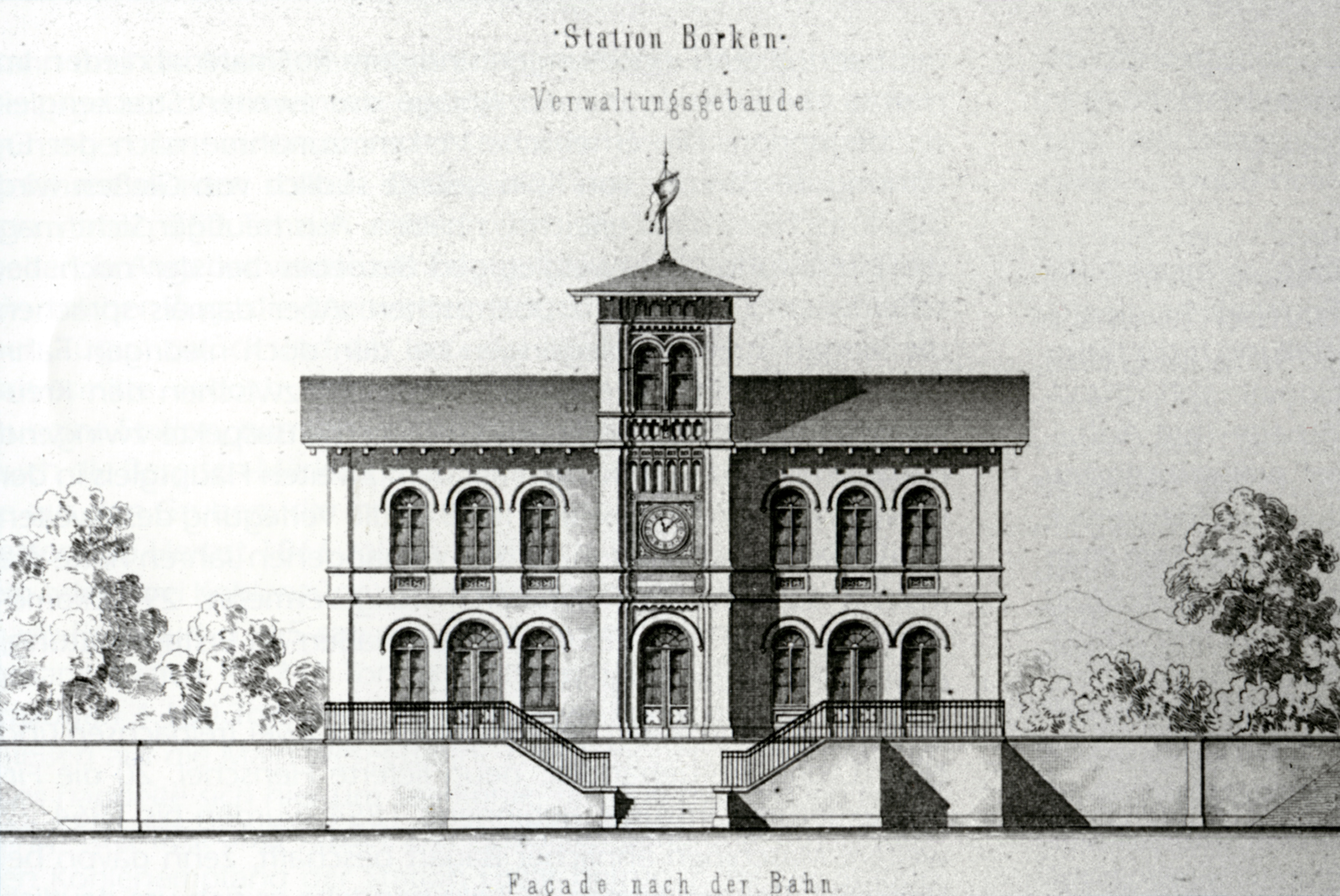
Empfangsgebäude des Bahnhofs Borken (Hessen) von Julius Eugen Ruhl

Ein einflussreicher Vertreter und theoretischer Vordenker des Rundbogenstils war unter anderem der Karlsruher Architekt Heinrich Hübsch, der mit seiner 1828 erschienenen Schrift In welchem Style sollen wir bauen? gedankliche Grundlagen für den Rundbogenstil schuf. In München können verschiedene Bauten von Leo von Klenze und Friedrich von Gärtner dem Rundbogenstil zugerechnet werden. In Norddeutschland vertrat ihn vor allem die von Conrad Wilhelm Hase begründete Hannoversche Architekturschule (weitere Vertreter waren hier Ludwig Droste und Edwin Oppler). In Preußen bildete die Schinkelschule die sogenannte „Berliner Rundbogenarchitektur“ heraus. In Kassel folgte unter anderem Julius Eugen Ruhl mit seinen Bahnhofsbauten diesem Stil. Auch auf die nordamerikanische Architektur des mittleren 19. Jahrhunderts, namentlich in New York oder Philadelphia, übte der Rundbogenstil einen entscheidenden Einfluss aus.

## Beispiele
- Königsbau und Allerheiligen-Hofkirche der Münchner Residenz, 1826–1835, Leo von Klenze
- Ludwigskirche, München, 1829–1844, Friedrich von Gärtner
- Unterbarmer Hauptkirche, Wuppertal, 1828–1832, Heinrich Hübsch
- Bayerische Staatsbibliothek, München, 1832–1843, Friedrich von Gärtner
- Ludwig-Maximilians-Universität München (Hauptgebäude), 1840, Friedrich von Gärtner
- Hauptgebäude der Universität Karlsruhe (damals Polytechnische Schule), 1833–1835, Heinrich Hübsch, 1861–64 erweitert von Friedrich Theodor Fischer
- Beamtenstock, Bad Reichenhall, 1836–1839, Friedrich von Gärtner
- Kunsthalle Karlsruhe, 1836–1846, Heinrich Hübsch
- Heilandskirche, Potsdam, 1841–1844, Ludwig Persius
- Friedenskirche, Potsdam, 1845–1854, Ludwig Persius, Friedrich August Stüler
- St.-Marcus-Kirche, Wettmar, 1855, Conrad Wilhelm Hase
- Pathologisches Institut, Wien, 1859–1862, Ludwig Zettl
- Kreisirrenanstalt für Niederbayern, Deggendorf, 1866, Leonhardt Schmidtner, Anton Völkl[3]
- St.-Dionysius-Kirche, Oos, 1864, Heinrich Hübsch
- Rotes Rathaus, Berlin, 1865–1871, Hermann Friedrich Waesemann
- Stortinget, Oslo, 1866, Emil Victor Langlet
- Johanneskirche, Düsseldorf, 1875–1881[4]
- Friedenskirche, Starnberg am See, 1891–1892, Distriktsbautechniker Härtinger
- Viele Bahnhofsgebäude der „ersten Generation“ (bis ca. 1870), oftmals jedoch durch spätere Bauten ersetzt, z. B.:
  - Leipzig Bayerischer Bahnhof, 1841–1844 (z. T. erhalten)
  - Karlsruhe Hauptbahnhof (Altbau), 1844–1846, Friedrich Eisenlohr (nicht erhalten)
  - Hamburger Bahnhof (Berlin), 1846–1847, Friedrich Neuhaus, Ferdinand Wilhelm Holz (erhalten)
  - München Centralbahnhof, 1847–1849, Friedrich Bürklein (nicht erhalten)
  - Völklingen Alter Bahnhof, Saarland (erhalten)[5]
  - Tübingen Hauptbahnhof, 1861–1862 (erhalten)[6]
- Auch zahlreiche Synagogen im deutschsprachigen Raum wurden im 19. Jahrhundert in diesem Stil erbaut.